# ويلكس ميسيل
ويلكس ميسيل (بالإنجليزية: Wilkes Angel)‏ هو محامي وسياسي أمريكي، ولد في 26 فبراير 1817، وتوفي في فبراير 1889. حزبياً، نشط في الحزب الجمهوري. وقد انتخب عضو جمعية ولاية نيويورك وانتخب عضو مجلس ولاية نيويورك.